# اسکوئردینیا (بازیکن فوتبال، زاده ۱۹۹۰)
اسکوئردینیا (انگلیسی: Esquerdinha؛ زادهٔ ۱۶ نوامبر ۱۹۹۰) بازیکن فوتبال اهل برزیل است.
از باشگاه‌هایی که در آن بازی کرده است می‌توان به باشگاه فوتبال رد بول براگانتینو و باشگاه فوتبال اسکندربو کورچه اشاره کرد.